# 将火怒
将火怒（まさかど、1982年7月30日 - ）は、日本のプロレスラー。本名：植田 直幹（うえだ なおき）。

## 経歴
新見第一中学校1年の時、地元に来たFMWの興行を見てプロレスラーを志す。新見北高校時代は空手部に所属するも中退し、19歳で新日本プロレスの入団試験を受けたが不合格。その後はアニマル浜口ジムに入り、2005年ドン・キホーテ杯第1回全日本ビーチレスリング選手権（ベスト8）などに参加した。
2006年9月にZERO1-MAX練習生となり、2007年10月8日の岐阜商工会議所で行われたエキシビションマッチ（対浪口修戦）を経て、10月21日秋田市立茨島体育館での対佐々木義人 (プロレスラー)戦でデビュー。ZERO1-MAXに団体が変わってからの生え抜き第1号である。
2008年2月、リングネームを植田使徒に変更（由来は新世紀エヴァンゲリオンファンであることから）。
2011年11月9日、王者ハートリー・ジャクソンを破ってNWAユナイテッド・ナショナル・ヘビー級王座を獲得し、地元紙にも取り上げられた。
2013年7月、火祭りへの出場権利を得たことからヒールターンし、リングネームをデーモン植田へと変更するが勝ち点3で予選敗退という結果に終わった。
2014年より菅原拓也と結託し、デーモン軍を結成し仲間にはKAMIKAZE・傘下にはVMがいた。
また、7月より開催の火祭りでは佐藤耕平・大谷晋二郎・田中将斗から大金星を挙げている。特に大谷には前日の仙台大会でデーモン水を使いすでに奇襲をかけていた。しかし、準決勝でKAIに敗れた。
かねてから人気が出ない事を悩んでおり、2015年3月12日に放送された『たけしの等々力ベース』（BSフジ）に出演し、リングネームの改名を要請した。司会のビートたけしによって、悪役である事や悪役への続行を希望した事から、平将門をモチーフにした将火怒（まさかど）にリングネームを改名した。
2016年5月22日、佐賀県小城市にて小城市活性化チャリティー大会「将火怒プロレス」を開催。
7月31日、契約満了にて退団。その後は崔領二率いるプロレスリングLAND'S ENDと業務提携という形で旗揚げより行動を共にしている。
12月11日、佐賀県伊万里市にて将火怒プロレスを開催。
2017年、全日本プロレスの世界最強タッグ決定リーグ戦に崔領二と組んで出場。8月27日、「全日本プロレス45周年記念両国大会 ～新たなる決意～」にランズエンドvs多国籍軍として出場。

## 人物
- 練習生時代からZERO1-MAX所属選手のブログにたびたび登場していた。
- 寮でちゃんこ番としての腕前は「プロ並み」と言われるほど器用にこなし、実家が食堂経営のKAMIKAZEからも高い評価を受けている。
- 大谷からは「まだ力不足だが真面目に練習している」「デビュー戦は酷い内容だったが最後のドロップキックに意地を感じた」と評価されている。
- 名古屋のプロレスラーのマンモス半田とよく似ているため、日高郁人などからは「マンモス植田」と呼ばれている。
- 11月9日、新見市体育館で地元デビュー戦を行うにあたり、市長を表敬訪問、10月5日の地元新聞数紙に掲載された。
- 過去にタッグパートナーとしてデーモンをオマージュしたデーモン都や将火怒をオマージュした世羅火怒がいた。
- 自身が小学生の時にいじめにあってたこともあり、プロレスを通していじめ撲滅を訴えたり、また「地域活性化いじめ撲滅プロレス実行委員会」などを開催し、地元佐賀県内の各小学校で講演などを行っている。

## 得意技
- 首塚

変型のアックスギロチンドライバー。形はアックスギロチンドライバーだが植田自身は膝ではなく尻もちをついて落ちると言っている。旧名はルシファーズハンマー。
- デーモン水

いわゆる毒霧。さまざまな色のバージョンがあり、菅原に誤爆することが多いが菅原は誤爆はつきものと言う。
- 斧攻撃

植田が入場時に持参してくる斧での凶器攻撃で、過去には大原はじめを机に寝かせて腹に斧を突き刺し処刑をしようともしたがよけられた。大原は殺されると絶叫していた。
- ロウ人形
- ランニングエルボー
- ショルダーアタック
- ボディスプラッシュ
- アバランシュホールド

## タイトル歴
- NWA UNヘビー級王座
- NWAインターコンチネンタルタッグ王座

## 入場曲
- 青天の三日月（陰陽座）